# Petrogale purpureicollis
Petrogale purpureicollis là một loài động vật có vú trong họ Macropodidae, bộ Hai răng cửa. Loài này được Le Souef mô tả năm 1924.